# Zo d'Axa
Pour les articles homonymes, voir Axa (homonymie).
Alphonse Gallaud de la Pérouse, dit Zo d'Axa, né le 24 mai 1864 à Paris et mort le 30 août 1930 à Marseille, est un individualiste libertaire, antimilitariste, pamphlétaire et journaliste satirique français, créateur du journal L’Endehors et de La Feuille.
Après l’arrestation de Ravachol et de ses compagnons, il lance une souscription pour aider les familles de détenus. Pour ce motif, il est enfermé un mois à la prison Mazas. Craignant de nouvelles poursuites, il part pour un long voyage : Londres, l’Italie, la Grèce, l’empire Ottoman. Début 1893, il est arrêté à Jaffa en Palestine et renvoyé en France où il purge une peine de 18 mois de prison à la prison Mazas.

## Biographie

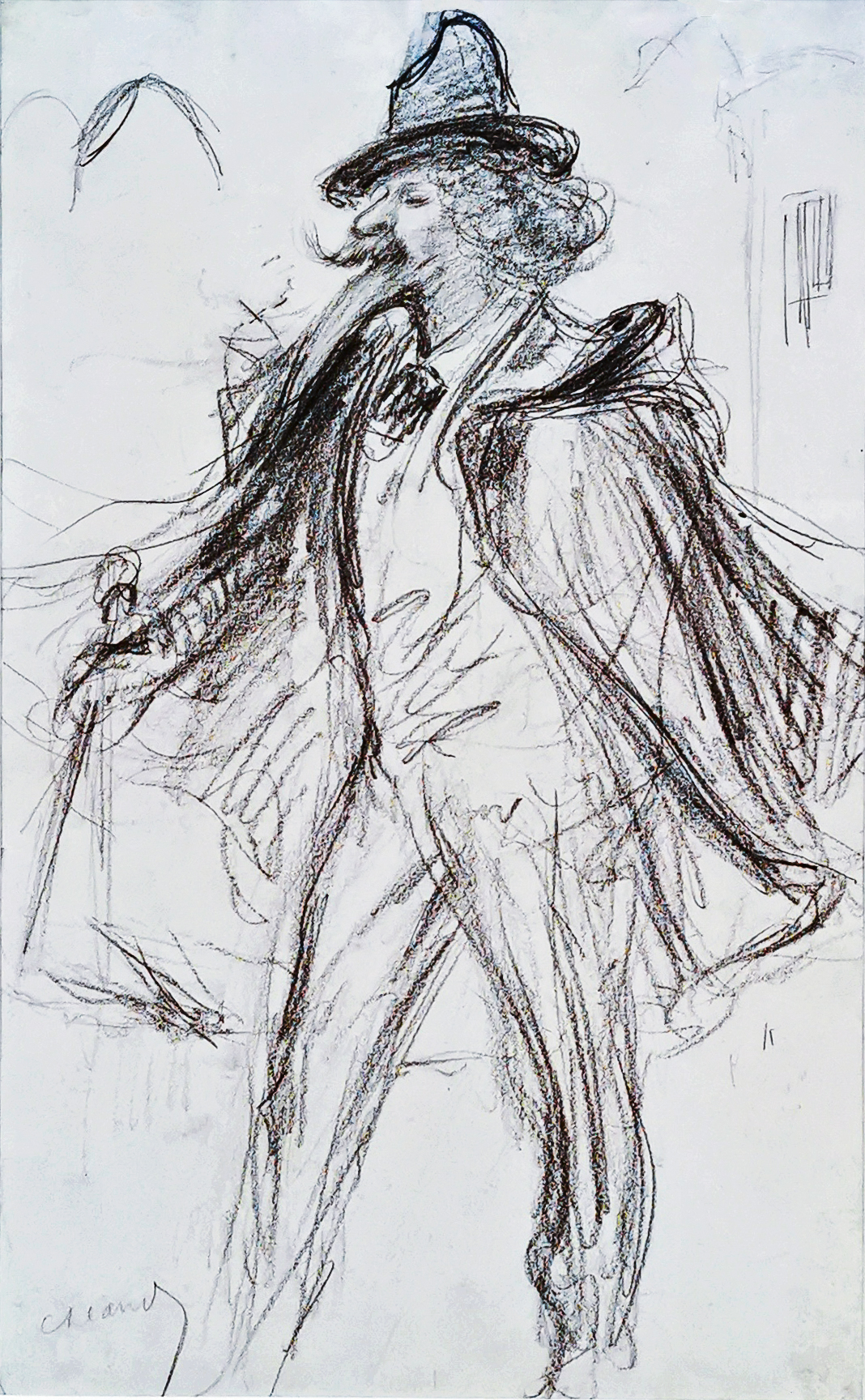
Portrait de Zo d'Axa, collection privée.

Zo d'Axa est issu d'une famille bourgeoise. Petit-fils du fournisseur officiel des aliments laitiers de la famille impériale, il est le fils d'un haut fonctionnaire des Chemins de fer d'Orléans devenu par la suite ingénieur de la Ville de Paris. Sa sœur Marie Gallaud (1867-1945) est sculptrice, écrivaine, photographe et exploratrice.
Après des études au collège Chaptal, Zo d'Axa s'engage en 1882 dans les chasseurs d'Afrique. Il déserte rapidement, après avoir séduit la femme de son officier supérieur. Réfugié à Bruxelles, il collabore aux Nouvelles du jour puis devient quelque temps secrétaire du théâtre de l'Alcazar puis au théâtre de l'Eden. Après avoir publié un essai poétique intitulé Au Galop, Zo d'Axa s'installe à Rome et fréquente la villa Médicis où il rencontre les peintres Constant Montald, Scipione Vannutelli (it) et Cesare Biseo pour lesquels il pose. Il collabore à ce moment au journal L'Italie, où il fait office de critique d'art.
L'amnistie de 1889 lui permet de rentrer en France, après huit ans d'absence. C'est à ce moment qu’il s'implique dans les milieux libertaires, même si son individualisme le pousse à rejeter l'étiquette d'anarchiste.
Il fonde, en mai 1891, L’En-dehors, un hebdomadaire dont le titre résume à lui seul sa pensée et qui publie 91 numéros jusqu'en 1893 (le titre sera repris par E. Armand en 1922). Les collaborateurs, anarchistes ou non, y sont nombreux : Tristan Bernard, Georges Darien, Lucien Descaves, Sébastien Faure, Félix Fénéon, Bernard Lazare, Errico Malatesta, Charles Malato, Louise Michel et Octave Mirbeau, pour n'en nommer que quelques-uns. Dans une atmosphère de propagande par le fait et d'attentats, L’En-dehors est rapidement la cible des autorités, et subit perquisitions, poursuites et saisies. D'Axa, Louis Matha et Lecoq finissent par être condamnés.

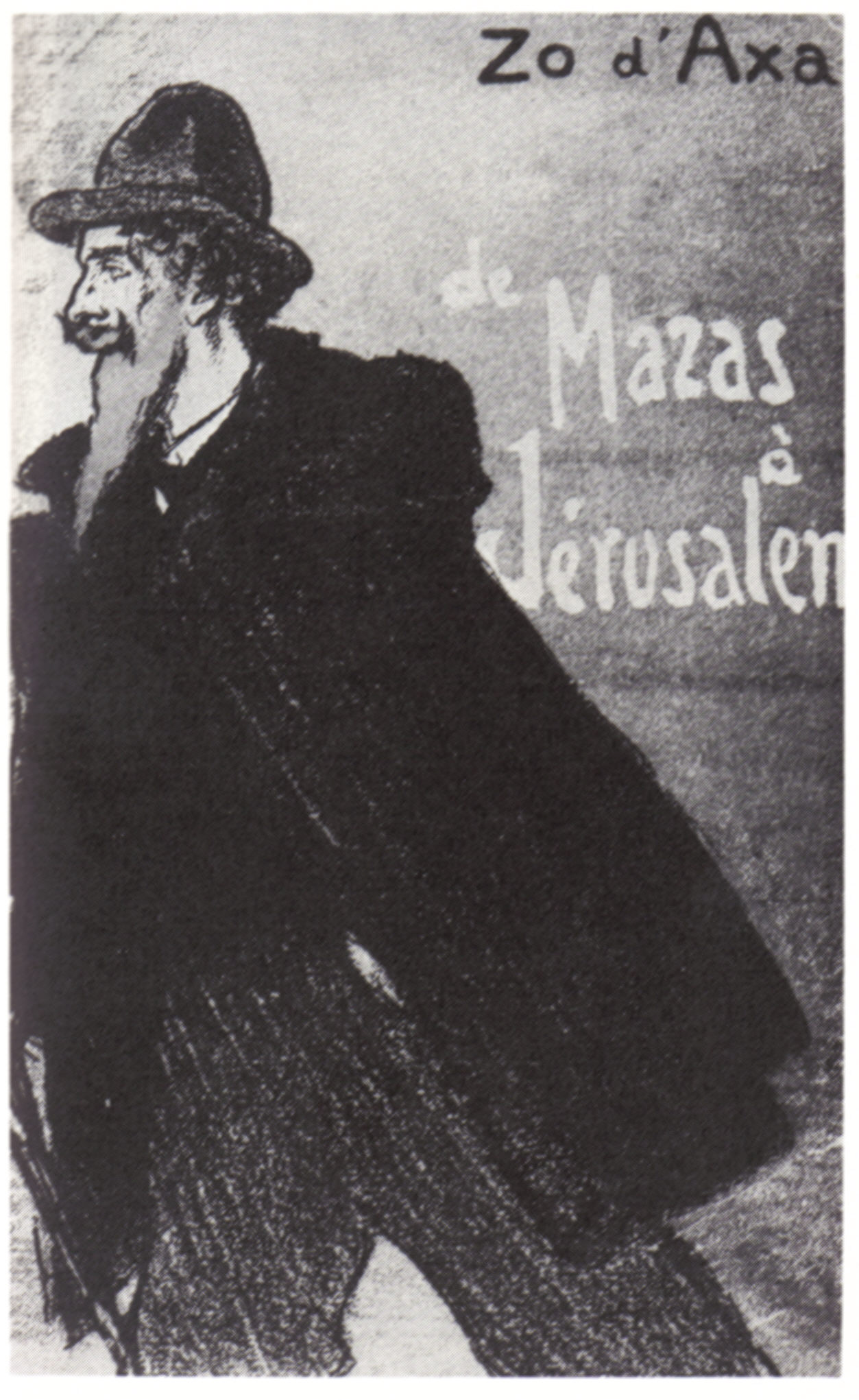
De Mazas à Jérusalem (1895).

Après l'arrestation de Ravachol et de ses compagnons, Zo d'Axa lance une souscription pour les enfants des détenus : « pour ne pas laisser mourir de faim les mioches dont la Société frappe implacablement les pères parce qu’ils sont des révoltés ». Il distribue l'argent aux familles, ce qui amène son arrestation pour « participation à une association de malfaiteurs ». Emprisonné à Mazas, refusant de répondre aux interrogatoires ou de signer quoi que ce soit, il est mis au secret, sans visite de ses proches ou de son avocat. Remis en liberté provisoire au bout d'un mois, Zo d'Axa déclare ironiquement, à sa sortie de prison : « Notre pauvre liberté, provisoire toujours ».
Après sa libération, Zo d'Axa intensifie son action pamphlétaire. Un article de Jules Méry, jugé offensant pour l'armée, lui vaut de nouvelles poursuites. Dégoûté, il part pour Londres où il rencontre Charles Malato, Louise Michel (qui connut son grand-père), Georges Darien, Émile Pouget ainsi que les peintres Maximilien Luce, Camille Pissarro et James Abbott McNeill Whistler. Il part ensuite pour les Pays-Bas, avec une troupe de musiciens ambulants, puis pour l’Allemagne, où il vit pendant un bref moment avec des bûcherons de la Forêt-Noire.

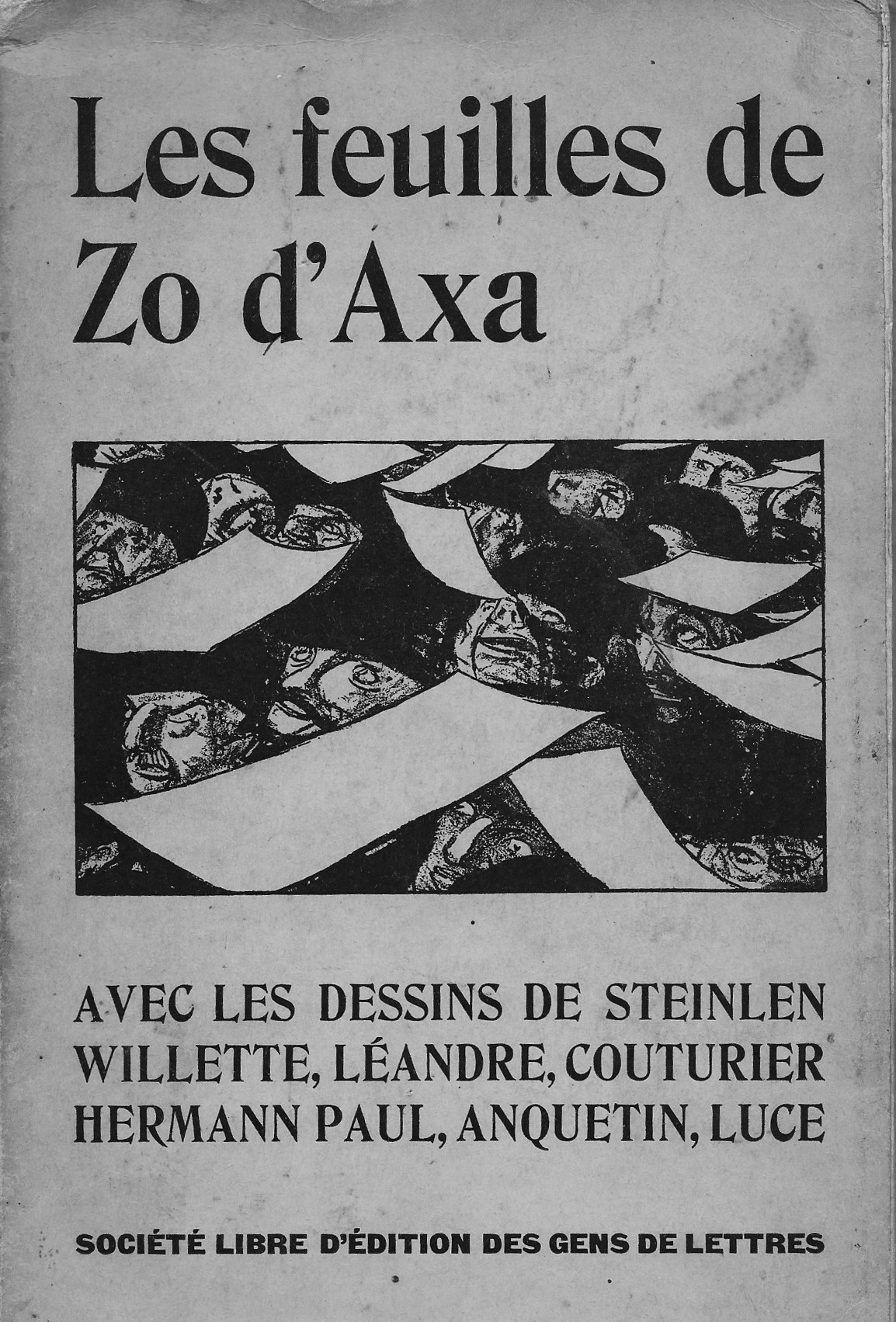
Couverture de l'édition de 1900 des feuilles publiées précédemment.

Il se rend ensuite à Milan, où se déroule un procès d'anarchistes. Arrêté en pleine nuit, il est expulsé d'Italie avec des anarchistes italiens. Après avoir organisé une révolte à bord du bateau qui le menait en Grèce, il visite Athènes, et dort dans les ruines du Parthénon. Il part ensuite pour Constantinople où il est arrêté puis relâché, et se rend à Jaffa en décembre 1892 et est là aussi arrêté, gardé à vue pendant quelques semaines. Il s'évade et se réfugie au consulat du Royaume-Uni, mais est quand même remis aux autorités françaises et embarqué sur le navire La Gironde pour Marseille. En arrivant, Zo d'Axa passe quelques jours à la prison de Marseille, comme prisonnier de droit commun. Transféré à Paris, il passe dix-huit mois à la prison Sainte-Pélagie comme politique, ayant refusé de signer une demande en grâce.
Libéré le 1er juillet 1894, il publie alors De Mazas à Jérusalem, qu'il a écrit en prison et qui reçoit des critiques dithyrambiques et unanimes, d'Octave Mirbeau, Laurent Tailhade à Jules Renard ou Georges Clemenceau. Malgré ce succès, Zo d'Axa est couvert de dettes, son journal mort et ses collaborateurs sont dispersés. Il cesse alors toute activité publique jusqu'à l'affaire Dreyfus. Il devient dreyfusard pour le principe de justice et pour s'opposer à l'armée, même si la personne même de Dreyfus lui est antipathique : « Si ce monsieur ne fut pas traître, il fut capitaine ; passons. » Le 6 octobre 1897, il fonde un nouveau journal, La Feuille, dont il rédige l'essentiel des textes, illustrés entre autres par Steinlen, Luce, Anquetin, Willette et Hermann-Paul.
Jusqu'en 1899, il publie dans La Feuille divers articles antimilitaristes et anti-capitalistes. Il lance une campagne pour l'abolition des bagnes d'enfants. Lors des élections législatives de 1898, La Feuille choisit un âne comme candidat officiel ; promené à travers Paris, il fait scandale. Le jour du scrutin, Zo d'Axa parcourt la ville sur un char tiré par l'âne blanc, suivi d'une foule nombreuse et hilare. La police se présente, veut mettre fin à la manifestation et conduire l'âne à la fourrière ; une bagarre s'ensuit et Zo d'Axa relâche l'âne en disant : « Cela n'a plus d'importance, c'est maintenant un candidat officiel ! »
(C'est aussi, en 1898 déjà, une demande de reconnaissance du vote blanc. Dans La Feuille du 3 mai 1898, Zo d'Axa fait parler son candidat : « (...) Je m'appelle Nul, comme sont mes concurrents les candidats. Je suis blanc, comme le sont nombre de bulletins qu'on s'obstinait à ne pas compter et qui, maintenant, me reviendront. »)   
Mais toute cette activité finit par le lasser. En 1900, il part à nouveau, et visite les États-Unis, le Canada, le Mexique, le Brésil, la Chine, le Japon, et l'Inde. Il envoie de chacun de ces pays des articles où l'on retrouve sa soif intarissable de justice. Aux États-Unis, par exemple, il visite la veuve de Gaetano Bresci qui assassina le roi italien Umberto Ier.
De retour en France, il vit un temps sur une péniche avant de s'installer à Marseille, où il se fixe jusqu'à sa mort. Les dernières années de sa vie le voient blasé, pessimiste sur la nature profonde de l'humain. Il met fin à ses jours le 30 août 1930.

## Citations
- « Celui que rien n'enrôle et qu'une impulsive nature guide seule, le passionnel complexe, le hors-la-loi, le hors-d'école, l'isolé chercheur d'au-delà. » (Épigraphe de L'En dehors, 1891)
- « Nous allons — individuels, sans la Foi qui sauve et qui aveugle. Nos dégoûts de la Société n'engendrent pas en nous d'immuables convictions. Nous nous battons pour la joie des batailles et sans rêve d'avenir meilleur. Que nous importent les lendemains qui seront dans des siècles ! Que nous importent les petits neveux ! C'est en dehors de toutes les lois, de toutes les règles, de toutes les théories — même anarchistes — c'est dès l'instant, dès tout de suite, que nous voulons nous laisser aller à nos pitiés, à nos emportements, à nos douleurs, à nos rages, à nos instincts — avec l'orgueil d'être nous-mêmes. » (« Nous », L'En dehors, 1891)
- « Vivre pour l'heure présente, hors le mirage des sociétés futures ; vivre et palper cette existence dans le plaisir hautain de la bataille sociale. C'est plus qu'un état d'esprit : c'est une manière d'être - et tout de suite. » (L'En dehors, 1892)
- « Paris ! Le Paris qui vote, la cohue, le peuple souverain tous les quatre ans... Le peuple suffisamment nigaud pour croire que la souveraineté consiste à se nommer des maîtres. Comme parqués devant les mairies, c’était des troupeaux d’électeurs, des hébétés, des fétichistes qui tenaient le petit bulletin par lequel ils disent : J’abdique. [...] Additionnez les bulletins blancs et comptez les bulletins nuls, ajoutez-y les abstentions, voix et silences qui normalement se réunissent pour signifier ou le dégoût ou le mépris. Un peu de statistique s’il vous plaît, et vous constaterez facilement que, dans toutes les circonscriptions, le monsieur proclamé frauduleusement député n’a pas le quart des suffrages. De là, pour les besoins de la cause, cette locution imbécile : Majorité relative — autant vaudrait dire que, la nuit, il fait jour relativement. Aussi bien l’incohérent, le brutal Suffrage Universel qui ne repose que sur le nombre — et n’a pas même pour lui le nombre — périra dans le ridicule. » (Les Feuilles, Il est élu, 1900, sous le pseudonyme de Zo d'Axa)

## Œuvres
- Le Grand Trimard. De Mazas à Jérusalem, avec des dessins de Lucien Pissarro, Steinlen et Félix Vallotton, Henri Kistemaeckers, Bruxelles 1895, Éditions Plein Chant, 2007 ; Les Éditions de Londres, 2012, notice éditeur ; Mutines séditions & Tumult, 2015.
- Endehors, Paris, 1896, texte intégral.
- Une route, La Revue blanche, 1895, Les Éditions de Londres, 2012, notice éditeur.
- Les feuilles, 1900, texte intégral.
- Endehors, textes rassemblés et présentés par Jean-Pierre Courty, collection Classiques de la Subversion, Paris, Éditions Champ Libre, 1974.
- Vous n’êtes que des poires. Pour quel âne irez-vous voter ? [1898], préface de Bernard Langlois, postface de Hubert Prolongeau, Le Passager clandestin, 2010 ; rééd. 2012.

### Journaux
- L'Endehors, 1891-1893.
- La Feuille, 1897-1899, réimpression dans son format original de la collection complète des 25 numéros, Saint-Denis, Le Vent du Ch’min, 1978, puis Du Lérot, 2000.

### Notices
- Dictionnaire des anarchistes, « Le Maitron » :  notice biographique.
- Dictionnaire biographique, mouvement ouvrier, mouvement social, : notice biographique rédigée par Jean Maitron.
- Béatrice Arnac d'Axa, Institut international d'histoire sociale (Amsterdam) : notice biographique.
- Vittorio Frigerio, Émile Zola au pays de l'Anarchie, Éditions littéraires et linguistiques de l’Université de Grenoble (ELLUG), 2006, page 150.